# Madeon
Hugo Pierre Leclercq (sinh ngày 30 tháng 5 năm 1994) thường được biết đến với nghệ danh Madeon, là nhà sản xuất âm nhạc điện tử đến từ Nantes, Pháp. Hugo bắt đầu nổi tiếng từ video "Pop Culture", một bản mash-up với 39 bản nhạc pop khác nhau sử dụng phần mềm Novation Launchpad. Video nhận được hàng triệu lượt xem chỉ trong vài ngày sau khi tải lên YouTube. Anh cho biết rằng The Beatles và Daft Punk là hai nhóm nhạc có sức ảnh hưởng lớn nhất đối với phong cách âm nhạc của mình.
Mini-album đầu tay của Hugo là The City được phát hành năm 2012, theo sau đó là album đầu tay Adventure được phát hành ngày 30 tháng 3 năm 2015, được hỗ trợ bởi 22 tour diễn ở Bắc Mỹ. Vào ngày 15 tháng 12 năm 2019, album thứ hai của anh được ra mắt với tên gọi Good Faith, một phần của tour diễn Good Faith Tour.
Vào năm 2017, Madeon đứng ở vị trí thứ 105 trong bảng xếp hạng DJ Mag. Cũng trong năm đó, anh được đề cử hai giải Electronic Music Awards cùng với Porter Robinson trong danh mục Đĩa đơn của năm và Tour diễn của năm.
Album Good Faith của anh được đề cử Giải Grammy cho Album nhạc điện tử/dance xuất sắc nhất vào năm 2021.

## Danh sách đĩa nhạc

### Albums
| Year | Album      | Peak positions | Peak positions | Peak positions | Peak positions | Peak positions | Peak positions | Peak positions |
| Year | Album      | FRA            | BEL (Vl)       | BEL (Wa)       | UK             | UK Dance       | US             | US Dance       |
| ---- | ---------- | -------------- | -------------- | -------------- | -------------- | -------------- | -------------- | -------------- |
| 2015 | Adventure  | 29             | 169            | 118            | 30             | 4              | 43             | 1              |
| 2019 | Good Faith | N/A            | N/A            | N/A            | N/A            | N/A            | 82             | 1              |

### EPs
- The City (2012)
- Japan Only EP (2013)[4]

### Singles
| Year | Title                                  | Peak chart positions | Peak chart positions | Peak chart positions | Peak chart positions | Peak chart positions | Album            |
| Year | Title                                  | FRA                  | BEL                  | UK                   | SCO                  | US Dance             | Album            |
| ---- | -------------------------------------- | -------------------- | -------------------- | -------------------- | -------------------- | -------------------- | ---------------- |
| 2009 | "Gold"                                 | –                    | –                    | –                    | –                    | –                    | Non-album single |
| 2010 | "For You"                              | –                    | –                    | –                    | –                    | –                    | Japan Only EP    |
| 2010 | "Shuriken"                             | –                    | –                    | –                    | –                    | –                    | Non-album single |
| 2012 | "Icarus"                               | –                    | 74                   | 22                   | 23                   | —                    | Adventure        |
| 2012 | "Finale" (featuring Nicholas Petricca) | 197                  | 62                   | 35                   | 28                   | 40                   | Adventure        |
| 2012 | "The City"                             | –                    | 71                   | 74                   | –                    | 14                   | Adventure        |
| 2013 | "Technicolor"                          | –                    | –                    | –                    | –                    | –                    | Adventure        |
| 2014 | "Cut the Kid"                          | –                    | –                    | –                    | –                    | –                    | Adventure        |
| 2014 | "Imperium"                             | –                    | 127                  | 142                  | –                    | –                    | Adventure        |
| 2014 | "You're On" (featuring Kyan)           | 36                   | 67                   | –                    | –                    | 25                   | Adventure        |
| 2015 | "Pay No Mind" (featuring Passion Pit)  | –                    | 78                   | –                    | –                    | 29                   | Adventure        |
| 2015 | "Home"                                 | –                    | –                    | –                    | –                    | 42                   | Adventure        |
| 2015 | "Nonsense" (featuring Mark Foster)     | –                    | –                    | –                    | –                    | 29                   | Adventure        |

### Remixes
| Năm  | Tên                      | Artist         |
| ---- | ------------------------ | -------------- |
| 2010 | "Smile Like You Mean It" | The Killers    |
| 2010 | "DJ"                     | Alphabeat      |
| 2010 | "Friday Night"           | David Latour   |
| 2010 | "The Island"             | Pendulum       |
| 2011 | "Que Veux Tu"            | Yelle          |
| 2011 | "Raise Your Weapon"      | deadmau5       |
| 2012 | "The Night Out"          | Martin Solveig |

### Mash-ups
| Năm  | Tên                          |
| ---- | ---------------------------- |
| 2010 | "Wolfgang Gartner Anthology" |
| 2011 | "Pop Culture"                |
| 2012 | "Radio 1 Minimix"            |
| 2013 | "Triple J Mix"               |

### Production
| Year | Title                                               | Artist                     | Album                      |
| ---- | --------------------------------------------------- | -------------------------- | -------------------------- |
| 2011 | "Tokyo Cries (Discothèque Remix)"                   | Glenn Morrison             | Non-album track            |
| 2012 | "Sunshine"                                          | Picture Book               | At Last EP                 |
| 2012 | "Stay Awake"                                        | Ellie Goulding             | Halcyon Days               |
| 2013 | "Panic Station (Alternate Version Mixed by Madeon)" | Muse (Mistaken as a remix) | The 2nd Law                |
| 2013 | "Mary Jane Holland" "Gypsy" "Venus" (co-producer)   | Lady Gaga                  | Artpop                     |
| 2013 | "Changing of the Seasons"                           | Two Door Cinema Club       | Changing of the Seasons EP |
| 2014 | "Always in My Head" "O"                             | Coldplay                   | Ghost Stories              |

### Songwriting
| Year | Title               | Artist    | Album  |
| ---- | ------------------- | --------- | ------ |
| 2013 | "Mary Jane Holland" | Lady Gaga | Artpop |

### Unreleased
| Title                                | Artist           |
| ------------------------------------ | ---------------- |
| "Shuriken" (VIP Mix)                 | Madeon           |
| "Ubelkeit"                           | Madeon           |
| "Komon"                              | Madeon           |
| "The City" (VIP Mix)                 | Madeon           |
| "Raise Your Weapon" (Madeon VIP Mix) | deadmau5         |
| "Can't Beat The Machines"            | The Good Natured |
| "Monarch"                            | Madeon           |
| "Song 2" (Madeon Remix)              | Blur             |
| "Technicolor" (VIP Mix)              | Madeon           |
| "Encore"                             | Madeon           |
| "Albatros"                           | Madeon           |
| "Together"                           | Madeon           |